# Lang Shan
Lang Shan (chiń. 狼山; pinyin Láng Shān) – pasmo górskie w północnych Chinach, w Mongolii Wewnętrznej; część gór Yin Shan. Rozciąga się łukiem na północ od zakola Huang He i wyżyny Ordos na długości ok. 300 km. Najwyższy szczyt osiąga wysokość 2352 m n.p.m. Pasmo zbudowane głównie z łupków i gnejsów. Zbocza północno-zachodnie łagodne, natomiast południowo-wschodnie strome i poprzecinane wąskimi dolinami. Dominuje roślinność półpustynna.